# Irma Hartje-Leudesdorff
Irma Hartje-Leudesdorff (* 30. September 1881 als Irma Leudesdorff in Elberfeld; † 18. Juni 1958 in Hameln) war eine deutsche Malerin und Schriftstellerin.

## Leben
Irma Hartje-Leudesdorff war die Tochter eines Kaufmanns. Sie besuchte die Kunstgewerbeschule Elberfeld und absolvierte eine Ausbildung im Umfeld der Kunstakademie Düsseldorf. Privatunterricht erhielt sie von dem Landschafts- und Genremaler Paul Brandenburg. Sie lebte als freiberufliche Malerin und Schriftstellerin in Wuppertal. In der Zeit des Nationalsozialismus war sie obligatorisches Mitglied der Reichskammer der bildenden Künste, und sie nahm an Ausstellungen teil. 1943 wurde bei einem Luftangriff auf Wuppertal der größte Teil ihres künstlerischen Werkes vernichtet. Ihre letzten Lebensjahre verbrachte sie in Hameln. Irma Hartje-Leudesdorff verfasste neben ihrer Tätigkeit als bildende Künstlerin auch lyrische Werke.

## Werke
- Goldene Stunde, Cöln 1918
- Von Mensch zu Mensch, Barmen 1928

## Teilnahme an Ausstellungen in der Zeit des Nationalsozialismus
- 1941: Düsseldorf, Kunsthalle („Die deutsche Malerin und Bildhauerin“)
- 1942: Wuppertal, Städtisches Museum („Sommerausstellung bergischer Künstler“)
- 1942: Wuppertal, Ruhmeshalle Wuppertal-Barmen („Winterausstellung bergischer Künstler“)